# Walter Hassenpflug
Walter Ludwig Victor Friedrich Herbert Hassenpflug (* 19. November 1855 in Kassel; † 6. Oktober 1921 in Koblenz) war ein deutscher Verwaltungsjurist. Er war Kurator der Philipps-Universität Marburg und saß im Provinziallandtag der Provinz Hessen-Nassau und im Kurhessischen Kommunallandtag.

## Leben
Walter Hassenpflug kam als Sohn des Ludwig Hassenpflug (1794–1862) und dessen Gemahlin Agnes v. Münchhausen (1819–1899) zur Welt. Zu seinen Geschwistern zählt auch der Bildhauer Karl Hassenpflug (1824–1890).
Ab April 1874 studierte er an der Philipps-Universität Marburg Rechtswissenschaft. Er war 1874–1876 im Corps Hasso-Nassovia aktiv und wurde am 17. Februar 1875 recipiert. Er war ab 1881 Regierungsreferendar in Kassel und ab 1883 Regierungsassessor bei der Regierung in Marienwerder und in Strelno. 1886 heiratete er Erna Cramer aus Marienwerder. Dem Ehepaar wurden drei Söhne und vier Töchter geboren. 1887 wurde er im Februar kommissarisch und im Oktober endgültig als Landrat im Kreis Strelno berufen. 1899 als Oberregierungsrat Dirigent der Abt. für Kirchen- u. Schulwesen der Regierung in Posen.
Im Oktober 1911 zog er von Posen nach Marburg, wo er an der Philipps-Universität die Stelle des Kurators einnahm. Er war in dieser Funktion der Vertreter des Ministers und betätigte sich politisch. 1916 erhielt er in indirekter Wahl ein Mandat für den 44. Kurhessischen Kommunallandtag des Regierungsbezirks Kassel. Aus seiner Mitte wurde er zum Abgeordneten des Provinziallandtags der Provinz Hessen-Nassau bestimmt. Er wurde als Geheimer Oberregierungsrat charakterisiert.